# Een lied van Afrika

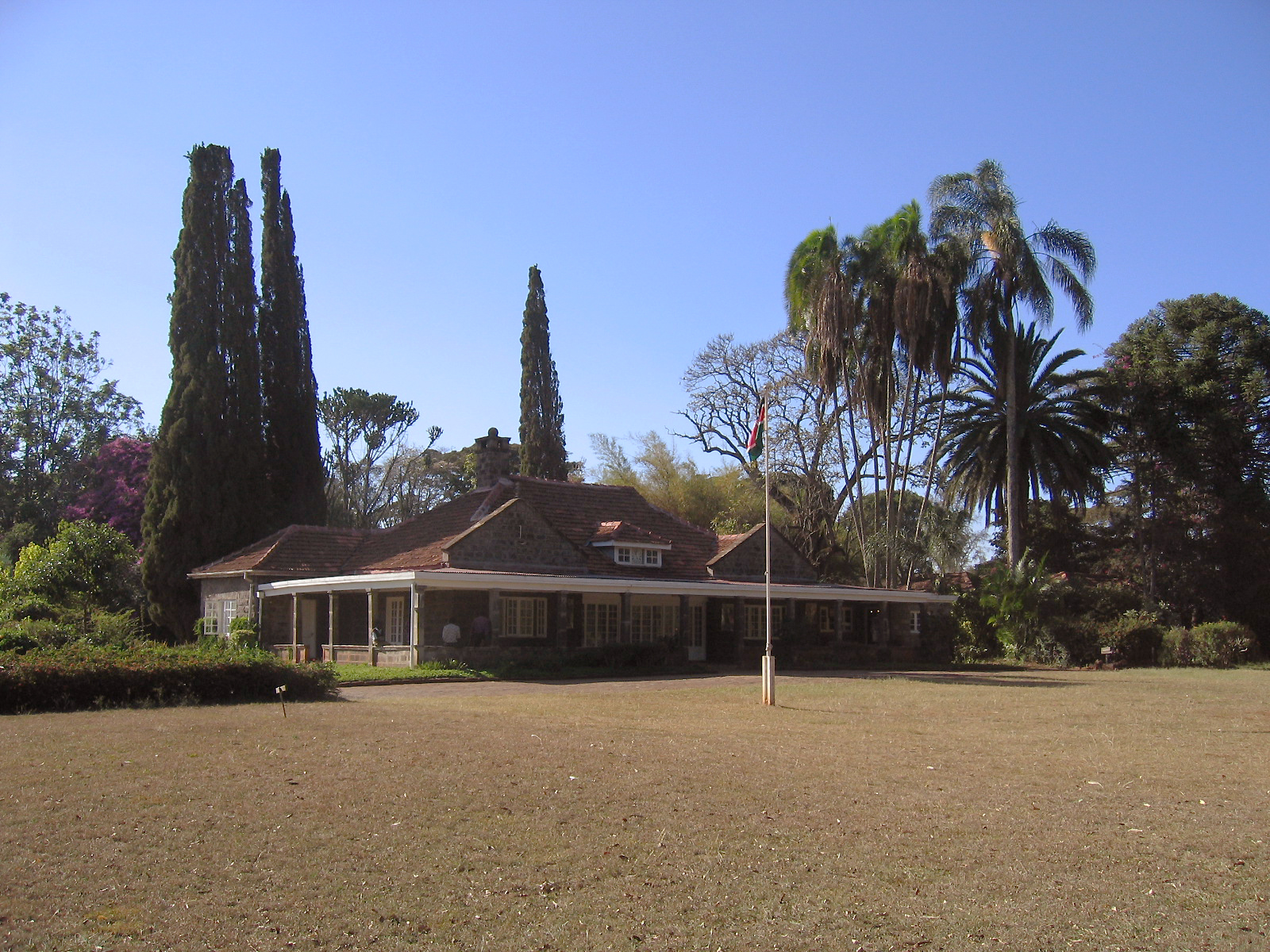
Het woonhuis op de plantage, waar Karen Blixen woonde van 1917 tot 1931 (nu museum).

Een lied van Afrika (Engels: Out of Africa, Deens: Den afrikanske farm) is een boek met memoires, geschreven door de Deense barones Karen von Blixen-Finecke, oftewel Karen Blixen. Het verscheen in 1937 onder het pseudoniem Isak Dinesen.
De memoires bestaan uit losse voorvallen uit de zeventien jaar (1914-1931) dat Karen Blixen op een plantage in Kenia (Afrika) woonde en werkte. Ze vertellen op poëtische wijze over het leven in Afrika, van zowel de Europese kolonisten als de inheemse bewoners, vanuit een uitgesproken liefde voor de Afrikaanse natuur.
In 1985 werd het verhaal onder de titel Out of Africa verfilmd door Sydney Pollack.

## Inhoud
"Ik had een plantage in Afrika, 

aan de voet van het Ngong gebergte..."

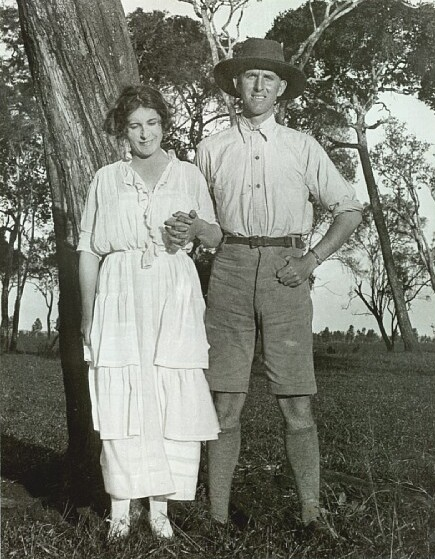
Karen Blixen op de plantage met haar broer (rond 1925).

Zo begint het verhaal over de plantage in Kenia waar Karen Blixen woonde en werkte in de laatste jaren van het Europese kolonialisme. Op de plantage wordt koffie verbouwd, al ligt de farm, op 1800 meter, hiervoor eigenlijk te hoog.
Naast de verbouwde koffie bestaat het land uit bos en leefruimte voor de oorspronkelijke bewoners, een Kikuyu stam. In ruil voor deze leefruimte, werken zij een aantal dagen per jaar op de plantage. Rond de plantage wonen andere volken, zoals de Masai en de Somaliërs. Een Somaliër die een belangrijke rol speelt in het boek is Farah, de hoofdbediende, die het huishouden regelt en ook helpt om de plantage draaiende te houden.
Het verhaal speelt zich ruwweg af van de hoofdstad Nairobi tot de kuststad Mombassa, van de Kilimanjaro in het zuiden tot Mount Kenya rond de evenaar.
De verteller van het verhaal, de ik-persoon, is een Deense vrouw. Zij onthult nergens echt haar identiteit, al wordt ze een enkele keer aangesproken als Barones Blixen (een naam die bij de eerste uitgaven niet overeenkwam met de auteursnaam Isak Dinesen). Omdat het boek sterk autobiografisch is, wordt de verteller doorgaans opgevat als de auteur Karen Blixen.
Karen Blixen emigreert in 1914 naar Kenia met haar echtgenoot Bror von Blixen-Finecke. Zij ontvangt vele bezoekers op de plantage, met name Europeanen die in of rond Nairobi wonen. Haar twee beste vrienden zijn Berkely Cole, die een nabijgelegen plantage bezit, en Denys Finch-Hatton, die geen eigen huis heeft en meestal op safari is. Zij nemen bij hun bezoeken wijn en grammofoonplaten mee; en Denys bezorgt haar de meest indrukwekkende ervaringen als hij haar in zijn vliegtuig meeneemt op tochten over het Afrikaanse land. Het verhaal wekt de suggestie dat de ik-persoon en Denys Finch-Hatton een relatie hebben, maar dit wordt nergens expliciet bevestigd.

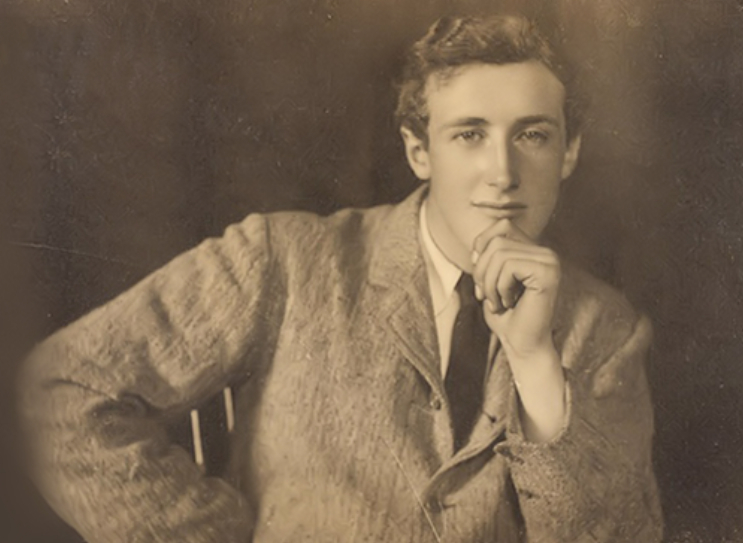
Denys Finch Hatton.

Het boek bestaat voornamelijk uit een reeks herinneringen aan Afrika. Op liefdevolle en poëtische wijze beschrijft Karen Blixen het landschap, de mensen, de dieren, voorvallen en herinneringen. Dan volgt een reeks tragische gebeurtenissen elkaar op. Karen Blixen scheidt van haar man (die haar bedriegt en aan wie ze syfilis heeft overgehouden). De koffieoogsten mislukken en de schulden lopen op. Ze is gedwongen om de plantage te verkopen en zal naar Denemarken moeten terugkeren.
Net nadat de plantage is verkocht, krijgt Karen het bericht dat Denys is omgekomen bij een vliegtuigongeluk. Zijn toestel is bij Nairobi neergestort. Zij zoekt een plek uit om hem te begraven: in het Ngong gebergte, op een plek waar je over de laagvlakte uit kunt kijken. Zij hoort later dat er regelmatig twee leeuwen op het graf van Denys komen zitten.
Voordat zij uit Afrika vertrekt stelt ze alles in het werk om een nieuwe leefplek te vinden voor de inheemse bewoners. Uiteindelijk regelt het koloniale bestuur dat zij bij elkaar in het Kikuyureservaat mogen gaan wonen. Karen verkoopt de meeste van haar bezittingen, geeft haar dieren weg, neemt afscheid van haar vrienden en bedienden en verlaat Afrika. Zij zal er nooit meer terugkeren.

## Nederlandse vertaling
De eerste Nederlandse vertaling van het boek Out of Africa (letterlijk: vanuit Afrika), door Johan van der Woude, verscheen al in 1938 met als titel Op een farm in Afrika.
Een nieuwe vertaling, door Ruth Wolf,
verscheen in 1962 onder de titel Een lied van Afrika. De titel is afgeleid van een citaat uit het boek:
"Als ik een lied van Afrika ken – zo peinsde ik – van de giraffe en van de Afrikaanse nieuwe maan, van de ploegen in het veld en de bezwete gezichten van de koffieplukkers, kent Afrika dan ook een lied van mij?"
De oorspronkelijke titel was afgeleid van een tekst van de Romeinse geschiedschrijver Plinius de Oudere: "Out of Africa always something new" (in Latijn: "Ex Africa semper aliquid novi").